# Жуковский, Александр Борисович
Александр Борисович Жуко́вский (19 ноября 1933 — 16 ноября 1999, Москва) — советский и российский кинооператор, работавший в документальном кинематографе и мультипликации (в кукольной анимации, а также в мультипликационных фильмах, созданных в технике перекладки). Фильмография Жуковского включает такие ленты, как «Цапля и журавль», «Ёжик в тумане», «38 попугаев» (первая и третья серии), «Шинель» и другие. Заслуженный деятель искусств РСФСР (1990), лауреат Государственной премии СССР в области литературы, искусства и архитектуры (1979).

## Биография
Александр Жуковский учился в Московском театрально-художественном училище (1950—1954) и на операторском факультете ВГИКа (1960—1964). Творческая биография Жуковского включала работу гримёром в институте кинематографии и на студии «Мосфильм» (1954—1960), ассистентом оператора на студии «Союзмультфильм», оператором студии «Центрнаучфильм» («Моснаучфильм»). В мультипликацию пришёл из документального и научно-популярного кино после травмы, полученной во время съёмок. Был членом Международной ассоциации мультипликационного кино. В 1990-х годах работал в Фонде Ролана Быкова (студия «Артель»). Участвовал в съёмках документальной ленты «Юрий Норштейн», вышедшей в Болгарии в 1991 году.

Александр Жуковский начинал деятельность в кино как гримёр. У него были необыкновенно деликатные, нежные пальцы. Гримёр — одна из самых тонких профессий в кино, потому что она имеет дело с человеческим лицом. И его «живопись на лице» развила в нём необыкновенную деликатность и точность жеста. Прекрасное понимание фактуры, прекрасное понимание того, что такое выразительность человеческого лица.— Наум Клейман — об Александре Жуковском

## Творчество
Как оператор Жуковский снимал в основном кукольные ленты, а также фильмы в технике перекладки. Работал с такими режиссёрами, как Николай Серебряков («Золочёные лбы», 1972), Иван Уфимцев («Генерал Топтыгин», 1971; «38 попугаев» — первая и третья серии, 1976—1977); Роман Качанов («Шапокляк», 1974); Раса Страутмане («Испорченная погода», 1980), Владимир Данилевич («Мы идём искать», 1988; «Пришелец в капусте», 1989). С Юрием Норштейном снял фильмы «Цапля и журавль», «Ёжик в тумане» и значительную часть «Шинели». По словам Норштейна, Жуковский относился к той же творческой плеяде мастеров, что и операторы игрового кино Александр Княжинский и Георгий Рерберг. Как вспоминал впоследствии создатель «Ёжика в тумане», Жуковский умел даже в самых сложных производственных обстоятельствах сохранять ироничность. У него был свой профессиональный язык: целлулоид он именовал «портянкой», свежие творческие находки — «фенечками». Оператор был также автором шуточного выражения: «Лучше портвейн в стакане, чем Ёжик в тумане». В числе новаций, привнесённых Жуковским в анимационную технику, — создание оригинальной модели многоярусного мультистанка, благодаря чему «кинокадр обретал летучесть».
Киновед Михаил Ямпольский, сравнивая стилистику «Ёжика…» с лентой «Цапля и журавль», обращал внимание на характер повествования в двух фильмах Норштейна и Жуковского. В «Цапле и журавле» на протяжении всей картины сохраняется «иллюзия реальности», тогда как в истории про Ёжика наблюдается «мерцающее появление-исчезновение мира»: «Цельность здесь уступает место неустойчивому единству разнородных частей». Отход от прежней интонационной целостности связан и с художественными поисками режиссёра, и с «раскрепощённой камерой» оператора, который стремился имитировать «сложные ракурсы и панорамы, характерные для игрового кино». По мнению художника-мультипликатора Ланы Азарх, «если бы не Саша [Жуковский], Ёжик никогда не был бы в тумане».
В 1979 году Жуковский вместе с Норштейном и художником Франческой Ярбусовой стали лауреатами Государственной премии СССР в области литературы, искусства и архитектуры «за мультипликационные фильмы „Лиса и заяц“ (1973), „Цапля и журавль“ (1974), „Ёжик в тумане“ (1975)».
18 января 1990 года Александру Жуковскому было присвоено почётное звание «Заслуженный деятель искусств РСФСР» за заслуги в области советского искусства.

Он был больше, чем кинематографист, больше, чем кинооператор. Он очеловечивал пространство. Я не могу сказать «он снимал». Нет. Он воздействовал на камеру всем своим существом, всем своим составом на свет, на плёнку, на рисунок. Он одухотворял обычные стёкла, обычный целлулоид. Разницы между огромным павильоном и мультипликационным станком для него не было.— Юрий Норштейн — об Александре Жуковском

## Фильмография
- 1965 — «Незаслуженный пенсионер» («Фитиль» № 37) — оператор;
- 1967 — «Шесть Иванов — шесть капитанов» — оператор;
- 1969 — «Вятская лошадка» — оператор;[9]
- 1970 — «Внимание! Волки!» — оператор;
- 1970 — «Катерок» — оператор;
- 1971 — «Генерал Топтыгин» — оператор;
- 1971 — «Золочёные лбы» — оператор;
- 1972 — «Ветерок» — оператор;
- 1972 — «Заветная мечта» — оператор;
- 1973 — «Немухинские музыканты» — оператор;
- 1973 — «Часы с кукушкой» — оператор;
- 1974 — «Ваня Датский» — оператор;
- 1974 — «Цапля и журавль» — оператор;
- 1974 — «Шапокляк» — оператор;
- 1975 — «Ёжик в тумане» — оператор;
- 1975 — «Наша няня» — оператор;
- 1976 — «38 попугаев» — оператор;
- 1977 — «38 попугаев. Как лечить удава» — оператор;
- 1977 — «Лоскутик и Облако» — оператор;
- 1979 — «Дядюшка Ау» — оператор;
- 1979 — «Четвёрка друзей. Обида» — оператор;
- 1979 — «Ушастик» — оператор;
- 1980 — «Четвёрка друзей. Испорченная погода» — оператор;
- 1980 — «Четвёрка друзей. Однажды утром» — оператор;
- 1980 — «Четвёрка друзей. Сон» — оператор;
- 1981 — «Четвёрка друзей. Обида» — оператор;
- 1982 — «Старый кувшин» — оператор;
- 1987 — «Счастливый Григорий» — оператор;
- 1987 — «Три лягушонка» — оператор;
- 1988 — «Влюбчивая ворона» — оператор;
- 1988 — «Мы идём искать» — оператор;
- 1989 — «Пришелец в капусте» — оператор;
- 1981—1986, 1997—1999 — «Шинель» — оператор.